# Lierenfeld
Lierenfeld è un quartiere della città tedesca di Düsseldorf, appartenente al distretto 8.